# Богаевский, Борис Леонидович
Бори́с Леони́дович Богае́вский (1882—1942) — русский и советский филолог, историк, археолог, профессор Ленинградского университета, декан историко-филологического факультета Пермского университета (1917—1918), ректор Томского университета (1921—1922), сотрудник Института истории материальной культуры АН СССР (с 1922), заведующий кафедрой истории материальной культуры ФОН (с 1922), проректор по учебной части Ленинградского университета (к. 1920-х).

## Биография
Из дворянского рода Богаевских. Родился в семье студента-химика, бывшего офицера. После окончания Санкт-Петербургской 10-й гимназии поступил на первый курс классического отделения историко-филологического факультета Санкт-Петербургского университета. В 1907 году после окончания университета с дипломом 1-й степени, был оставлен в нём для подготовки к профессорскому званию и в течение двух с половиной лет посещал лекции ведущих антиковедов Германии, Италии и Греции, а также европейские музеи.
В 1916 году в Петрограде был издан первый том его монографии «Земледельческая религия Афин». 14 мая 1916 года Б. Л. Богаевский защитил его в качестве магистерской диссертации на публичном собрании своего факультета.
В июне 1916 года Богаевский приехал в Пермь в для работы в качестве преподавателя открывающегося там отделения Петроградского университета.
С октября 1917 по 1918 годы — декан историко-филологического факультета уже самостоятельного Пермского университета. При нём факультет превратился на некоторое время в один из ведущих центров антиковедения в России.
Проработав в университете три года он организовал из частных коллекций, подаренных университету, «музей древностей».
Летом 1919 года переезжает в Томск, где продолжает преподавательскую деятельность. В июне 1920 года он становится профессором по кафедре античного мира этнолого-лингвистического отделения ФОН Томского университета. С января 1921 по 25 июня 1922 года был ректором Томского университета. Один из создателей Томского областного краеведческого музея. В 1922 году ФОН был закрыт, и большая часть профессорского состава университета, в том числе и Богаевский, вернулась в Петроград.
Впоследствии, уже в Ленинграде, про него рассказывали, что он служил у белых и был автором антисемитских листовок, распространявшихся в армии Колчака.
С 1922/1923 учебного года Борис Леонидович становится профессором и заведующим кафедрой истории материальной культуры ФОН Петроградского (в дальнейшем Ленинградского) университета. В 1926—1929 заведующий кафедрой древнего мира. В ЛГУ Богаевский читал лекции по истории, искусству и религии античного мира. Действительный член ГАИМК с 1922. Активный маррист.
В конце 1920-х годов сосредоточил в своих руках множество административных постов в ЛГУ (в том числе проректор по учебной части), занимался «активными политическими выступлениями и прямыми доносами».
Умер в блокадном Ленинграде в 1942 году.

### В воспоминаниях
Ольга Фрейденберг вспоминала:
Богаевский, работавший в Академии материальной культуры, был человеком донельзя неприятным, но с очень широкими интересами и идеями. Ум у него был путаный, сердце себялюбивое и завистливое; какое-то органическое беспокойство швыряло его от одной области к другой, а тщеславие подталкивало, как хлыст. Он был свежей, интересней, современней всех наших классиков, и оба лагеря ненавидели друг друга.

### Семья
- Отец — Леонид Григорьевич Богаевский (1858—1911), адъюнкт-профессор Технологического института (с 1899), действительный статский советник.
- Дочь — художник Ольга Богаевская (1915—2000).
  - Зять — художник Глеб Савинов, внук — археолог Дмитрий Савинов.

## Основные работы
Книги и брошюры
- Земля и почва в земледельческих представлениях древней Греции. — СПб.: Сенат. тип., 1912. — 28 с.
- Новое минойское кольцо с изображением культового танца. — СПб.: Тип. М. А. Александрова, 1912. — 26 с.
- Очерк земледелия Афин. — Пг., 1915. — 137 с.
- Земледельческая религия Афин. — Пг., 1916. — Т. 1. — 240 с.
- Крит и Микены (эгейская культура). М.-Л.: ГИЗ, 1924. — (Всемирная литература). — 256 с.
- Раковины в расписной керамике Китая, Крита и Триполья // Известия Государственной академии истории материальной культуры. — Л., 1931. — Т. VI. — Вып. 8-9.
- Гончарные божества минойского Крита // Известия Государственной академии истории материальной культуры. — Т. VI. — Вып. 9. — Л., 1931.
- История техники // Труды Института истории науки и техники АН СССР. — Сер. IV. — Вып. 1. — М.—Л.: Изд-во АН СССР, 1936. — Т. I. — Ч. I : Техника первобытно-коммунистического общества. — 635 c.
- Богаевский Б. Л., Лурье И. М., Шульц П. Н., Скржинская Е. Ч., Цейтлин Е. А. Очерки истории техники докапиталистических формаций / под общ. ред. акад. В. Ф. Миткевича. — М.—Л.: Изд-во АН СССР, 1936.
- Орудия производства и домашние животные Триполья. Архивная копия от 14 июля 2019 на Wayback Machine Л.: ОГИЗ, 1937. 310 с.

Статьи
- Негр и новые проблемы в африканистике // Новый Восток. — 1924 — № 6. — С. 376—391.
- Китай на заре истории // Новый Восток. — 1925. — № 7.
- Атлантида и атлантская культура // Новый Восток. — 1926. — № 15.
- Восток и Запад в их древнейших связях (По поводу новейших открытий в Индии) // Новый Восток. — 1926. — № 12. — С. 214—229.
- Ритуальный жест и общественный строй древней Греции // Религия и общество — Л.: «Сеятель», 1926. — С. 83—102.
- Древнеминойский период на Крите в системе культур IV—III тысячел. до н. э. // Сообщения Государственной академии истории материальной культуры. — 1928. — Т. II. — С. 27—58.
- Мужское божество на Крите // Яфетический сборник. — 1930. — Т. VI. — С. 165—204.
- Первобытно-коммунистический способ производства на Крите и в Микенах // Памяти Карла Маркса. Сборник статей к 50-летию со дня смерти. — Л.: Изд. АН СССР, 1933. — С. 677—735.
- Из новейшей литературы по истории техники доклассового общества. Олово в Средиземноморье // Труды Института истории науки и техники. — Л. 1933. — Т. I. — С. 205—210.
- Минотавр и Пасифая на Крите в свете этнографических данных // С. Ф. Ольденбургу — к пятидесятилетию научно-общественной деятельности (1882—1932). — Л., 1934. — С. 95—113.
- Современное состояние изучения «эгейской культуры» на Западе и в Америке и наши исследовательские задачи // Известия Государственной академии истории материальной культуры. — М.—Л., 1934. — Вып. 101 — (Из истории античного общества).
- Лукиан из Самосаты // Лукиан. Сборник сочинений. — М.—Л., 1935. — Т. 1.
- Эгейская культура и фашистские фальсификаторы истории // Против фашистской фальсификации истории / под ред. Ф. И. Нотовича. — М.—Л., 1939. — С. 35-82.